# Чиово
Чиово (на хърватски: Čiovo) е остров в централната част на Хърватия.

## Общи сведения
Чиово има площ от 28,8 км², дължина 15,3 км и ширина до 3,5 км. Дължината на бреговата му линия е 43,9 км. Най-високата му точка е връх Рудине (217 м).
На югоизток островът е отделен на 2 км от нос Марян, който се извисява над град Сплит на континента. На юг от Чиово е разположен остров Брач, а на югозапад - остров Шолта. На север Чиово е свързан с континенталната част чрез вдигащ се мост. На континента този мост е стъпил точно в центъра на старата историческа част на град Трогир, тъй като градът се е разпрострял едновременно на континента и на острова.
Чиово е изтеглен от изток на запад и на практика затваря Кащеланския залив като по този начин предоставя защита за градовете Кащела и Трогир.
Южната част на Чиово е известна като Призидница – от хърватски prid zidom, в превод „пред стената“, като се има предвид стената на манастира Дева Мария.

## Растителност
Растителността на острова е типична за крайбрежната част на Далмация – дъб, ела, мирта, кипарис. Отглеждат се маслинови дървета и лозя, произвежда се зехтин и грозде.

## Население
Чиово подобно на останалите острови в Адриатическо море е населен от древността. През XV—XVI в. населението му се увеличава заради притока на бежанци от континенталната част, които се спасяват от нашествието на османците. Рязък скок в числеността на населението е отбелязан и при разрастването на Трогир.
В административно отношение Чиово попада в границите на Сплитско-далматинска жупания. Според преброяването от 2011 г. населението на острова възлиза на 5908 души
В наше време освен една част от град Трогир, на Чиово има и няколко села.